# Hiéroglyphe égyptien A22
Le hiéroglyphe égyptien A22 (statue d'un homme debout tenant une canne et un sceptre) est classifié dans la section A « L'Homme et ses occupations » de la liste de Gardiner ; il y est noté A22.

## Représentation
Il représente la statue sur son socle d'un homme debout, tenant de la main droite une canne piqué dans le sol et de la main gauche pendante, un sceptre aba (hiéroglyphe S42).
Sa forme varie selon la nature de la statue qu'il décrit. 

## Usage
| D33 · n | t | A22 |

| D33 · n | t | A22 |

| t | w&t | A22 |

| t | w&t | A22 |

À ne pas confondre avec les hiéroglyphes :
| A19 |

| A19 |

| A20 |

| A20 |

| A21 |

| A21 |

| A21A |

| A21A |